# إلفيس هان
إلفيس هان (بالصينية: 韩东君) هو ممثل صيني، ولد في 21 يوليو 1992 في هاربن في الصين.

## روابط خارجية
- إلفيس هان على موقع IMDb (الإنجليزية)
- إلفيس هان على موقع قاعدة بيانات الفيلم (الإنجليزية)